# Nelli Abramowa
Nelli Michajłowna Abramowa (ros. Нелли Михайловна Абрамова, ur. 18 sierpnia 1940 w Czelabińsku) – rosyjska siatkarka, reprezentantka Związku Radzieckiego, medalistka igrzysk olimpijskich, mistrzostw Europy i uniwersjady.

## Życiorys
Abramowa zadebiutowała w reprezentacji Związku Radzieckiego w 1964. W tym też roku wystąpiła na igrzyskach olimpijskich w Tokio. Zagrała wówczas w dwóch z pięciu meczów, a jej zespół zdobył srebrny medal. Była w składzie, który zajął pierwsze miejsce na Uniwersjadzie 1965 odbywającej się w Budapeszcie. W 1967 wraz z reprezentacją wywalczyła złoty medal podczas mistrzostw Europy w Turcji. Ostatni mecz w reprezentacji rozegrała w 1967.
Była zawodniczką klubów Trud (Czelabińsk, 1956–1962), Spartak (Irkuck, 1962–1966) i Buriewiestnik (Odessa, 1966–1975). Jest dwukrotną brązową medalistką mistrzostw ZSRR (1963, 1971). Karierę sportową zakończyła w 1975 roku.
Za osiągnięcia sportowe przyznano jej tytuł mistrz sportu ZSRR klasy międzynarodowej.
Ma żydowskie pochodzenie. Jej syn Pawieł (ur. 1979) jest siatkarzem.